# Chitose (Hokkaidō)
Pour les articles homonymes, voir Chitose.
Chitose (千歳市, Chitose-shi) est une ville japonaise située dans la sous-préfecture d'Ishikari, sur l'île de Hokkaidō.

## Géographie

### Situation
Chitose est située dans le sud-ouest de l'île de Hokkaidō, au sud-est de la ville de Sapporo.

### Municipalités limitrophes
| Sapporo | Eniwa     | Naganuma |
| Date    | Chitose   | Yuni     |
| Shiraoi | Tomakomai | Abira    |

### Démographie
Au 1er octobre 2019, la population de Chitose s'élevait à 97 410 habitants, répartis sur une superficie de 594,50 km2.

### Topographie
Le mont Fure est situé sur le territoire de la ville.

### Hydrographie
La ville est traversée par la rivière Chitose. Le lac Shikotsu est situé dans l'ouest du territoire de Chitose.

### Climat
Chitose a un climat continental humide caractérisé par des étés chauds et des hivers froids. La température annuelle moyenne est de 6,5 °C. Les précipitations annuelles moyennes sont de 1 293 mm, août étant le mois le plus humide. 

## Histoire
Le village de Chitose a été créé en 1880 de la fusion des anciennes localités de Chitose, Osatsu, Usakumai, Rankoshi, Izari et Shimamatsu. Chitose est devenu un bourg en 1942, puis une ville en 1958.
Chitose a abrité une base de l'US Air Force après la Seconde Guerre mondiale et sert aujourd'hui de garnison aux Forces japonaises d'autodéfense.

## Transports
Chitose abrite l'aéroport de Shin-Chitose, le principal aéroport international de Hokkaidō permettant de desservir Sapporo.
La ville est desservie par les lignes Chitose et Sekishō de la JR Hokkaido. Les principales gares sont celles de Chitose, de Minami-Chitose et de l'aéroport de Shin-Chitose.

## Jumelage
Chitose est jumelée avec :
- Anchorage (États-Unis),
- Ibusuki (Japon),
- Kongsberg (Norvège),
- Changchun (Chine).